# Champsodon fimbriatus
Champsodon fimbriatus är en fiskart som beskrevs av Gilbert, 1905. Champsodon fimbriatus ingår i släktet Champsodon och familjen Champsodontidae. Inga underarter finns listade i Catalogue of Life.